# Армяне в Израиле

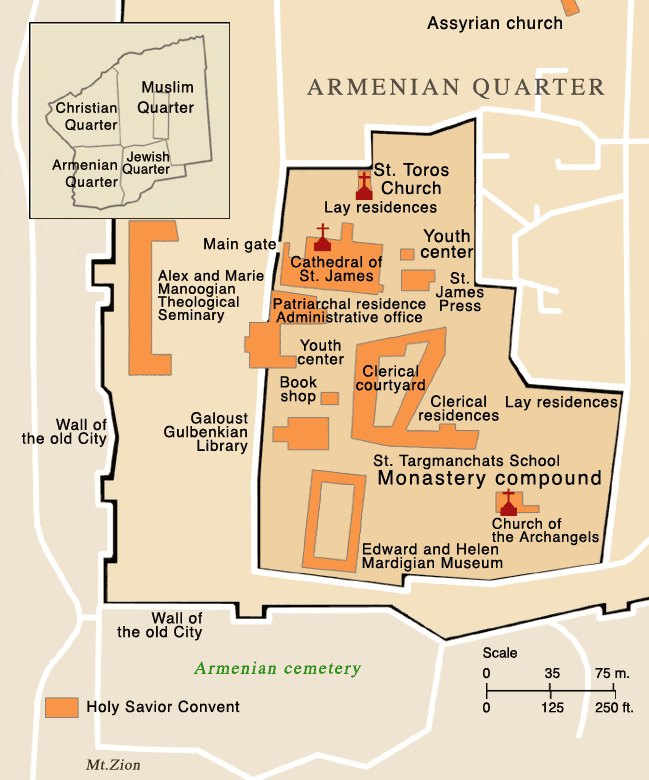
Армянский квартал Старого города

Армяне в Израиле (арм. Հայերն Իսրայելում) — этническое меньшинство в государстве Израиль. Часть израильских армян проживает в Армянском квартале Иерусалима. Существуют также небольшие общины в Хайфе, Тель-Авиве (Яффо), Рамле (несколько семей). В последние годы возникла довольно многочисленная община в Петах-Тикве, основанная выходцами из бывшего СССР, однако многие из них не являются представителями официально признанной религиозной общины — как в Яффо или Иерусалиме. Численность около 25 000 человек (по данным 2016 года).
Подавляющее количество армян являются прихожанами Армянской апостольской церкви, небольшая группа (проживающих в Назарете и Иерусалиме) относится к Армянской католической церкви.

## История

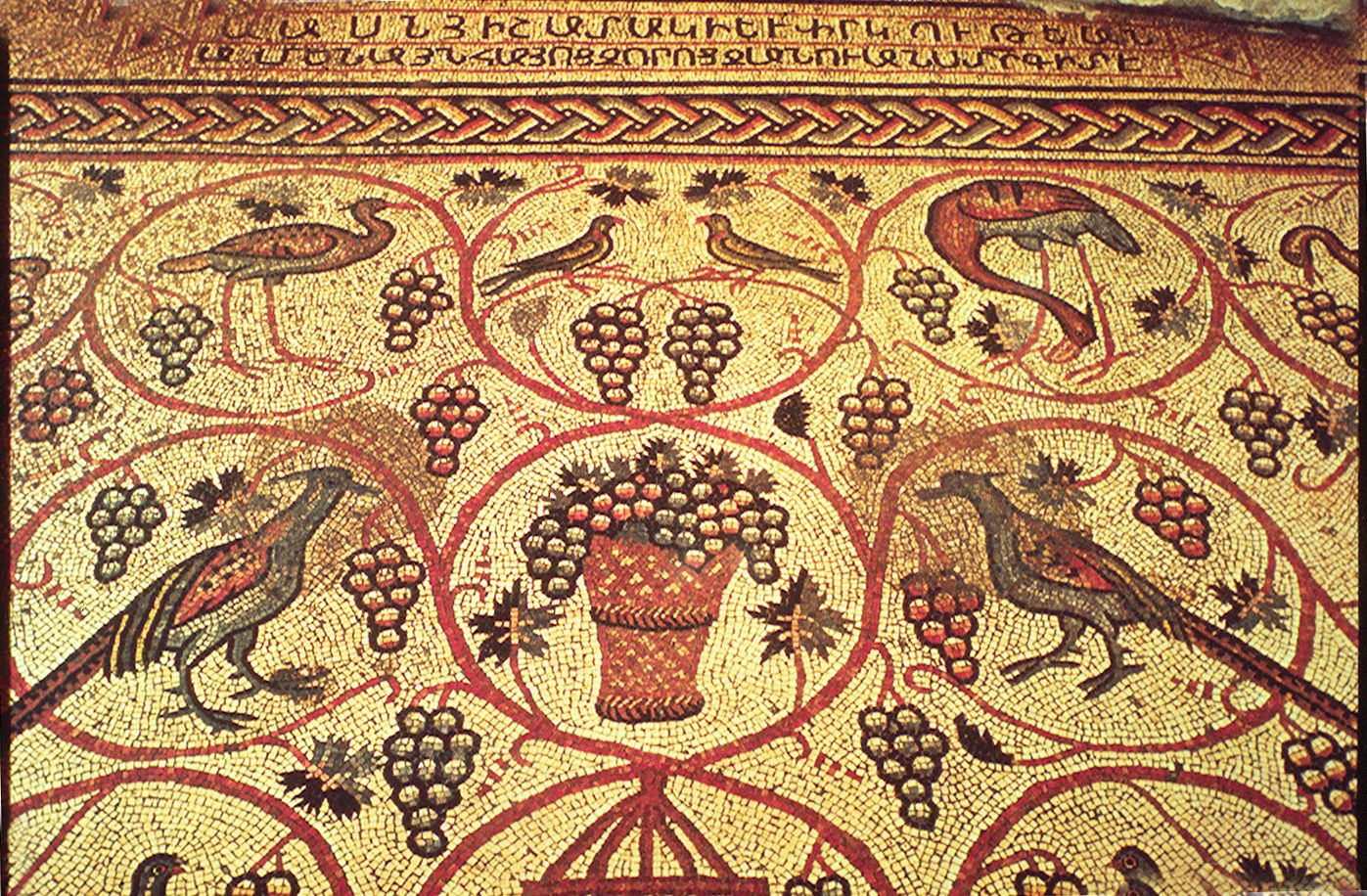
Армянская мозаика VI века из Иерусалима с надписью «На помин и спасение всех армян, имена которых господу ведомо»

Первые армяне, предположительно, появились на территории современного Израиля в I веке до н. э., во время походов войск царя Тиграна Великого в Сирию и Финикию и взятия этим войском Акко. В VII веке Анастас Вардапет пишет о 70 армянских монастырях в Иерусалиме. В начале XX века часть турецких армян, спасшаяся от уничтожения в годы геноцида 1915 года, также прибыла в Израиль. Армяне — одно из древнейших национальных меньшинств, проживающих на территории Израиля. Квартал имеет уникальную историю, он не пострадал в годы римской, византийской, персидской, арабской оккупации, в то время как остальная часть города подвергалась разрушениям. Квартал уцелел и при крестоносцах, мамлюках, османах. В настоящее время Армянский квартал Иерусалима является центром израильского армянства. В Яффе армянское присутствие отмечается с пятого века н. э., вместе с возникновением армянской церкви. Немногочисленная, но сплочённая община пережила многие войны и потрясения. До конца 1940-х годов на территории будущего Государства Израиль проживали 35000 армян, однако из-за нестабильности региона многие из них эмигрировали в Советскую Армению, а также в Ливан, Европу и даже в США. Однако самое большое потрясение община испытала после Шестидневной войны 1967 года. Десятки и сотни семей вынуждены были эмигрировать: так, армянская школа в Яффо, рассчитанная на 400 учащихся, уже в начале 1970-х годов была закрыта — из-за отсутствия учеников. Кроме того возникли споры по поводу вытеснения армян с их законных земель.
Новое дыхание армянская община в Яффо получила вместе с реставрацией церкви Святого Николая в Яффе в начале XXI века. Немаловажное значение имеет и численное увеличение общины за счёт новых репатриантов — этнических армян (согласно этноконфессиональному определению МВД Израиля) и трудовых мигрантов из Армении.

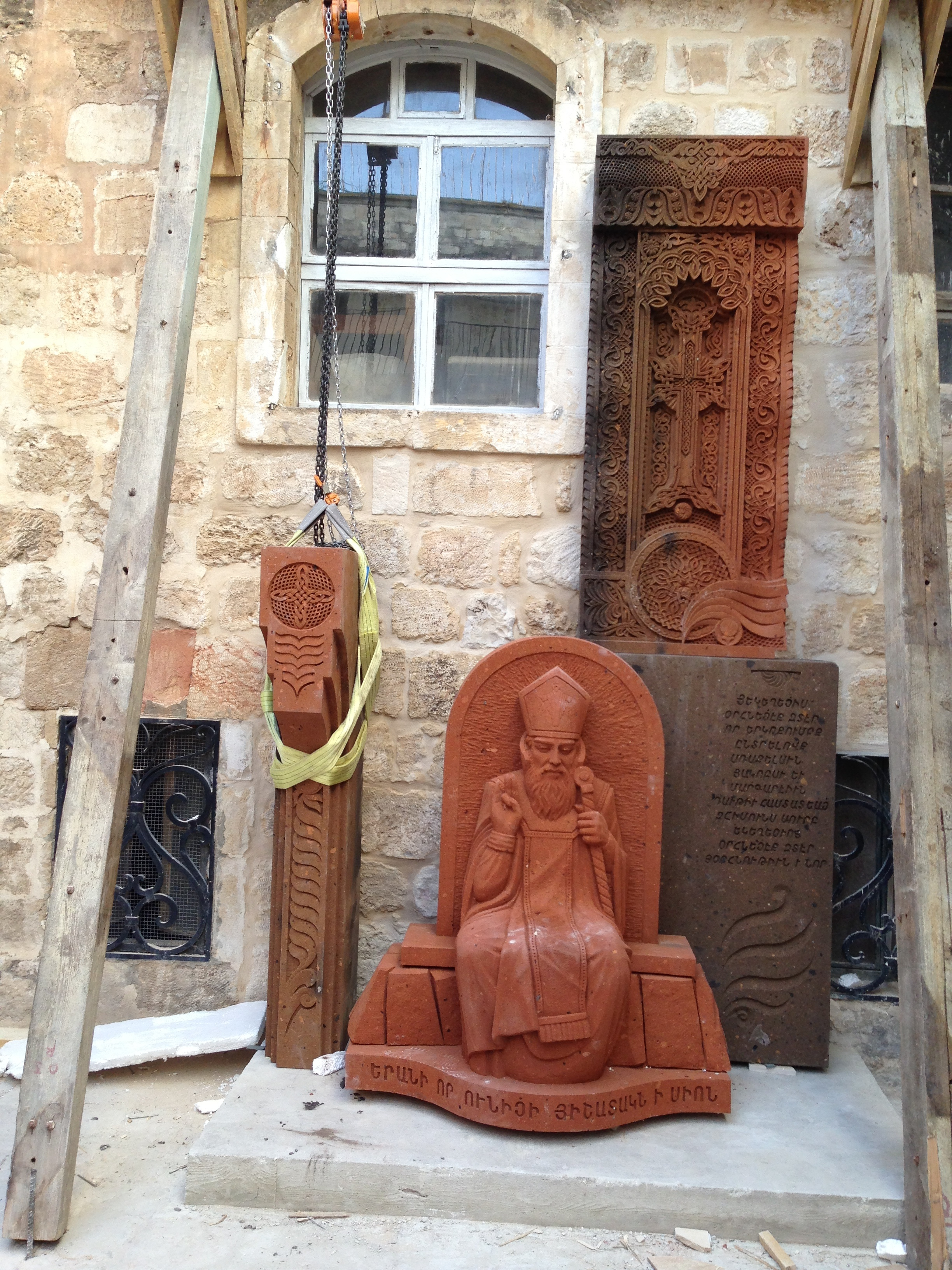
Армянский памятник Хачкар, автор работы и спонсор Армен Асатрян